# Tubate
Tubate (Tubat) é uma cidade do sudeste da Líbia, do distrito de Cufra. Segundo censo de 2012, havia 2 999 residentes.